# Canton de Niort-Est
Pour les articles homonymes, voir Canton de Niort (homonymie).
Le canton de Niort-Est est une ancienne division administrative française située dans le département des Deux-Sèvres et la région Poitou-Charentes.

## Géographie
Le canton de Niort-Est était uniquement composé d'une partie de la commune de Niort, correspondant aux quartiers suivants :
- Centre-ville (en partie),
- Champclairot,
- Champommier,
- Goise,
- Saint-Florent[1],[2] (en partie),
- Souché[3],[2].

## Histoire
Le canton de Niort-Est est créé en 1973 en même temps que les cantons de Niort-Nord et Niort-Ouest, en remplacement des deux cantons de Niort-1 et Niort-2.

## Administration
| Période | Période | Identité           | Étiquette | Qualité |
| ------- | ------- | ------------------ | --------- | --- |
| 1973    | 1992    | André Clert        | PS        | Médecin-conseil en retraite Conseiller municipal puis adjoint au maire de Niort (1959-1986) Député (1988-1993)                                                                                         |
| 1992    | 1998    | Geneviève Gaillard | PS        | Vétérinaire Députée depuis 1997 Maire de Niort (2008-2014) |
| 1998    | 2011    | Geneviève Rizzi    | PS        | Ancienne conseillère municipale de Niort Vice-présidente du Conseil général |
| 2011    | 2015    | Rodolphe Challet   | PS        | Chargé de communication au Conseil régional Poitou-Charentes 9e vice-président du Conseil général Premier secrétaire fédéral du Parti socialiste des Deux-Sèvres Élu en 2015 dans le canton de Niort-2 |

## Composition
Le canton de Niort-Est se composait uniquement d'une partie de la commune de Niort et compte 17 915 habitants (population municipale) au 1er janvier 2009.
| Communes | Population (2012) | Code postal | Code Insee |
| -------- | ----------------- | ----------- | ---------- |
| Niort    | 17 915 (*)        | 79000       | 79191      |

(*) Fraction de commune. En 2009, la commune de Niort a une population de 56 878 habitants répartie sur trois cantons.

## Démographie
| 1975 | 1982 | 1990 | 1999   | 2006   | 2009   | - | - | - |
| ---- | ---- | ---- | ------ | ------ | ------ | - | - | - |
| -    | -    | -    | 18 171 | 18 448 | 17 915 | - | - | - |

À l'image de la ville de Niort, le canton voit sa population augmenter entre 1999 et 2006 (+277 habitants sur la période, soit une évolution de 1,5 %).